# Septo intermuscular anterior de la pierna
En anatomía, el septo intermuscular anterior de la pierna o el septo intermuscular crural anterior es una banda de fascia que separa el compartimento lateral del anterior de la pierna.
La fascia profunda de la pierna se extiende desde su superficie profunda en el lado lateral de la pierna como dos septos intermusculares resistentes, los septos peroneos anterior y posterior. Estos separan al peroneo largo y corto, los separan de los músculos de la región crural anterior y posterior, y de varios procesos más delgados que envuelven los músculos de cada región individualmente.